# وونسورت
وونسورت (به هلندی: Wanswerd) یک منطقهٔ مسکونی در هلند است که در فروردرادیل واقع شده‌است. وونسورت ۱۹۳ نفر جمعیت دارد.